# Eugenio Lazzarini
Eugenio Lazzarini (Urbino, 25 maart 1945) is een Italiaans voormalig motorcoureur. Hij reed voor de fabrieksteams van Morbidelli, Piovaticci, Van Veen, Iprem en Garelli en werd drie keer wereldkampioen. 

## Carrière
Eugenio Lazzarini werd in 1967 juniorenkampioen van Italië in de 125cc-klasse. In 1968 promoveerde hij naar de senioren, waar hij als vierde in het kampioenschap eindigde. 

### 1969: Benelli en Morbidelli
Lazzarini debuteerde in het WK-seizoen 1969 voor het team van Benelli als vervanger voor de geblesseerde Renzo Pasolini, die tijdens de trainingen van de Duitse GP een sleutelbeen gebroken had. Lazzarini reed voor Benelli alleen de 250cc- Franse Grand Prix, waarin hij als zevende finishte. Ruim een maand later debuteerde hij met een 50cc-Morbidelli tijdens de TT van Assen, waar hij tiende werd. Hij finishte als zesde in de Grand Prix van de DDR en sloot het seizoen af als 21e in de 50cc-klasse en als 33e in de 250cc-klasse.

### 1970: Morbidelli
In het seizoen 1970 reed hij voor de fabriek van houtbewerkingsmachines van Giancarlo Morbidelli in de 50- en de 125cc-klasse, maar hij kwam niet vaak aan de start. Áls hij dat deed scoorde hij bijna altijd punten. In de 50cc-klasse eindigde hij als 12e, in de 125cc-klasse als 31e.

### 1971-1972: Maico
Voor het seizoen 1971 kocht hij een Maico 125cc-productieracer. Hij startte alleen in de GP van België (9e) en de Grand Prix des Nations (10e) en sloot het seizoen als 32e af.
Ook in het seizoen 1972 reed hij met de Maico, startte hij in vier GP's en werd in de eindstand 11e. 

### 1973-1975: Piovaticci

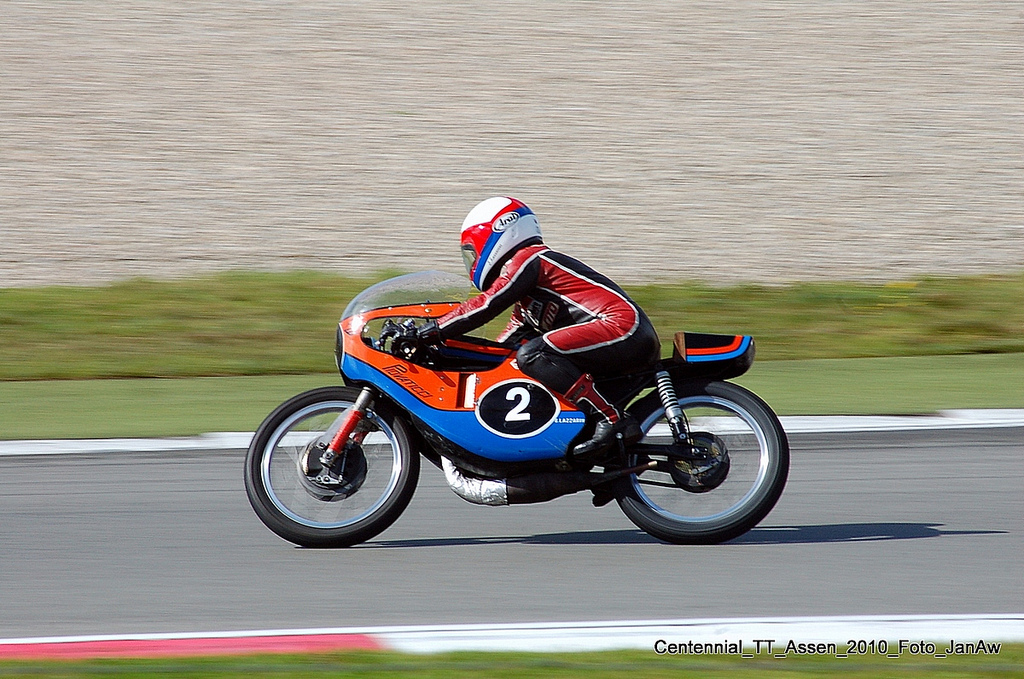
Eugenio Lazzarini met zijn 125cc-Piovaticci tijdens de Centennial Classic TT, Assen 2010

In het seizoen 1973 werd Lazzarini gesponsord door meubelfabrikant Egidio Piovaticci. De machine die hij gebruikte heette weliswaar "Piovaticci", maar was in feite Lazzarini's Maico met een ander logo op de tank. De sponsoring maakte het mogelijk om in alle Grands Prix te starten, behalve de TT van Man. Die stond al jaren als gevaarlijk te boek, maar na het verongelukken van Santiago Herrero (1970) en Gilberto Parlotti (1972) werd ze door de toprijders geboycot. Het werd het eerste sterke seizoen voor Lazzarini, bijna altijd scoorde hij punten met als hoogtepunten de derde plaats in de GP des Nations en zelfs zijn eerste overwinning in de Asser TT. Hij sloot het seizoen als vijfde af. 
In het seizoen 1974 reed Lazzarini lang niet alle GP's. In de 125cc-klasse eindigde hij als 20e in de eindstand. Hij startte één keer met een 250cc-versie van de Piovaticci, maar viel uit. In dat jaar kwamen echter de Nederlandse constructeurs Jan Thiel en Martin Mijwaart naar Piovaticci om de machines voor het volgende jaar te ontwikkelen. Thiel en Mijwaart waren al succesvol geweest met hun eigen Jamathi-racers. Zij hadden de 50cc-Piovaticci snel klaar, want hij leek veel op hun Jamathi. De 125cc-versie duurde langer: hij verscheen pas tijdens de TT van Assen van 1975. 
In de 50cc-klasse kon Lazzarini tijdens het seizoen 1975 tamelijk goed meekomen, met polepositions en snelste ronden, maar door zijn matige starts (te wijten aan zijn motorfiets) moest hij regelmatig het hoofd buigen voor Ángel Nieto op zijn Van Veen-Kreidler. Tijdens de TT van Assen had hij een goede start, maar werd slechts derde omdat hij vergeten was zijn benzinekraan open te draaien. Tijdens de GP van Zweden kwamen de eerste successen: derde met de nieuwe 125cc-machine en winst in de 50cc-klasse, waarin Nieto toen al zeker was van de wereldtitel. Lazzarini sloot het seizoen af als tweede in de 50cc-klasse en als vijfde in de 125cc-klasse. Aan het einde van het seizoen was het geld bij Piovaticci op. Constructeurs Thiel en Mijwaart vertrokken naar Bultaco.

### 1976: (UFO)-Morbidelli
In het seizoen 1976 kwam Lazzarini weer als privérijder aan de start, met sponsoring van de kleine motorfietsfabrikant UFO met een 50cc-Morbidelli en op eigen kosten met een 125cc-Morbidelli. Met de 50cc-machine kwam hij tot goede resultaten, met een tweede plaats in de GP des Nations. Het leverde hem voor de TT van Assen een Kreidler op (mogelijk de Van Veen-Kreidler die later in het seizoen naar Julien van Zeebroeck zou gaan). Hij kreeg koppelingsproblemen maar werd toch nog vierde. Met de 50cc-Morbidelli scoorde hij nog drie podiumplaatsen en hij sloot het 50cc-seizoen als vierde af. Met de 125cc-machine scoorde hij slechts één podiumplaats, derde in de Belgische GP en hij eindigde als zevende.

### 1977: Van Veen en Morbidelli
In het seizoen 1977 werd Lazzarini toegevoegd aan het Van Veen-Kreidler-team. Zijn teamgenoot was Herbert Rittberger en de 50cc-machines werden geprepareerd door oud-wereldkampioen Jan de Vries. In de 125cc-klasse startte hij weer met een Morbidelli. Hij had een erg goed seizoen. In de 50cc-klasse scoorde hij twee overwinningen en twee tweede plaatsen, maar hij eindigde zijn seizoen als tweede achter Ángel Nieto met de door Jan Thiel en Martin Mijwaart gebouwde Bultaco. In de 125cc-klasse won hij één keer en werd hij zes keer tweede. Ook hier eindigde hij als tweede in het kampioenschap, achter Morbidelli-fabrieksrijder Pier Paolo Bianchi. 

### 1978: Van Veen en MBA, eerste wereldtitel
In het seizoen 1978 was Lazzarini de eerste rijder bij Van Veen, bij gelegenheid gesteund door Stefan Dörflinger. In de 125cc-klasse reed hij een MBA. In de GP van Spanje en de TT van Assen wist hij beide klassen te winnen. In de 125cc-klasse bleef het lang spannend tussen Lazzarini en Bianchi, tot die laatste tijdens de GP van Finland een been brak. Daardoor haalde Lazzarini vrij eenvoudig zijn eerste wereldtitel. In de 50cc-klasse had hij regelmatig last van een slecht startende machine. Tijdens de GP des Nations startte de machine pas toen het hele veld al weg was en eindigde hij als 21e. In de tweede helft van het 50cc-seizoen kwam Ricardo Tormo (Bultaco) sterk op en hij werd wereldkampioen, Lazzarini eindigde als tweede. 

### 1979: Van Veen en Morbidelli, tweede wereldtitel
Voor het seizoen 1979 kreeg Lazzarini de beschikking over de oude fabrieks-Morbidelli waarmee Pier Paolo Bianchi twee keer wereldkampioen was geworden. Die machine was niet meer opgewassen tegen de Minarelli's en MBA's en Motobécanes. Lazzarini viel vaak uit en scoorde slechts weinig punten. Met de 50cc-Van Veen -Kreidler (nu getuned door Herbert Rittberger) ging het veel beter. Lazzarini won vijf GP's en werd overtuigend wereldkampioen.

### 1980: Iprem, derde wereldtitel
Nadat zijn contract bij Van Veen in het seizoen 1980 niet werd verlengd, bouwde Lazzarini samen met zijn vriend Paolo Marcheselli en Iprem-eigenaar Enzio Ridolfi een eigen 125cc-machine en bouwden ze ook een Kreidler op die als Iprem-Kreidler zou worden ingezet. De 125cc-Iprem werd geen succes. In de 50cc-klasse zou Lazzarini het op moeten nemen tegen Ricardo Tormo (Van Veen-Kreidler), maar ook tegen Stefan Dörflinger, die tijdens het seizoen een Van Veen-Kreidler kreeg. Lazzarini won de GP des Nations, waarin Tormo uitviel en Dörflinger slechts vijfde werd. Hij won ook de Spaanse GP, waarin Dörflinger tweede werd en Tormo vijfde. In de GP van Joegoslavië moest hij Tormo en Dörflinger voor laten gaan, net als in de TT van Assen. Lazzarini had echter nog steeds acht punten voorsprong in het WK. Toen Dörflinger de GP van België won slonk die voorsprong naar vijf punten. Dat betekende dat Van Veen alles op alles moest zetten in de GP van Duitsland. Dörflinger moest winnen en Tormo moest hem steunen door tweede te worden. Tormo viel echter al in de eerste ronde. Dörflinger won weliswaar, maar Lazzarini werd tweede én opnieuw wereldkampioen.

### 1981: Garelli en Iprem
Het seizoen 1981 ging voor Lazzarini feitelijk verloren. Zijn 125cc-Iprem was nog steeds snel noch betrouwbaar, maar hij zou als fabrieksrijder een 50cc-Garelli krijgen. Die machine reed hij voor het eerst tijdens de trainingen van de TT van Assen, maar ze was zo traag dat Lazzarini teleurgesteld naar huis ging en ook niet in de 125cc-race startte. De Garelli kwam het hele seizoen niet meer aan de start. Lazzarini werd met slechts acht punten achttiende in de 125cc-eindstand. 

### 1982-1984: Garelli
In het seizoen 1982 had Garelli haar zaken veel beter voor elkaar. Door de overname van Minarelli had men nu ook een 125cc-machine en in de 50cc-klasse kreeg Lazzarini technische ondersteuning van Jan Thiel. In de 125cc-klasse moest Lazzarini genoegen nemen met een ondersteunende taak voor Garelli-kopman Ángel Nieto die toen al tienvoudig wereldkampioen was. In de 50cc-klasse had Lazzarini het rijk alleen, maar in de GP des Nations viel hij uit door een vastloper. Hij liep een puntenachterstand op op Stefan Dörflinger (Kreidler) die hij zelfs met drie overwinningen niet meer goed kon maken. Lazzarini sloot zowel de 50- als de 125cc-klasse als tweede af. 
Het seizoen 1983 verliep aanvankelijk voortvarend voor Lazzarini. In de 125cc-klasse reed hij nog steeds in dienst van Nieto en in de 50cc-klasse had hij het rijk waar het Garelli betrof alleen. Na de GP van Spanje stond hij achter Nieto tweede in de 125cc-ranglijst en in de 50cc-klasse leidde hij met twaalf punten verschil op Dörflinger (Kreidler). In de GP van Joegoslavië reed hij de snelste trainingstijd in de 50cc-klasse, maar later kwam hij ten val waarbij hij een hersenschudding en een gebroken rib opliep. Dörflinger profiteerde daarvan en kwam tot drie punten voorsprong. Lazzarini kwam terug door de TT van Assen te winnen, waardoor ze samen op 69 punten kwamen. Lazzarini won ook de 125cc-race in de GP van België maar in de trainingen van de Britse Grand Prix viel hij opnieuw, waardoor hij niet kon starten in de 125cc-race. Nieto, nu zeker van zijn 125cc-titel, ging op vakantie, maar Lazzarini kon niet van zijn afwezigheid profiteren omdat hij geblesseerd was. Hij verloor zijn tweede plaats in de 125cc-klasse aan Bruno Kneubühler (MBA). In de training van de GP van San Marino brak Lazzarini een sleutelbeen, waardoor Dörflinger zeker was van de 50cc-wereldtitel. 
In het seizoen 1984 werd de 50cc-klasse vervangen door de 80cc-klasse. Die was vooral interessant voor Duitse merken als Kreidler en Zündapp of de daarvan afgeleide Spaanse Casal. Garelli richtte zich dus op de 125cc-klasse en op de ontwikkeling van een 250cc-machine voor Ángel Nieto. Het was de bedoeling dat Lazzarini in de 125cc-klasse steun zou krijgen van Nieto, die zich zou richten op de 250cc-klasse. De 250cc-machine was echter nog niet klaar. Daarom begon Nieto zijn seizoen met "om het gevoel te krijgen" met een 250cc-JJ Cobas-Rotax. In de 125cc-race van de GP des Nations deed Nieto er alles aan om Lazzarini in zijn slipstream mee te nemen, maar dat lukte niet. Nieto won en Lazzarini moest Maurizio Vitali (MBA) voor laten. Nieto won echter ook de GP van Spanje voor Lazzarini. Jan Thiel, inmiddels teammanager, vaardigde daarop stalorders uit: Als Lazzarini kans had om te winnen, moest Nieto hem voor laten. Maar Lazzarini kon die favorietenrol niet waarmaken. In de Duitse GP won Nieto voor Luca Cadalora (MBA) en Eugenio Lazzarini. Hij snoerde daarmee ook de mond van Lazzarini, die zich in de Italiaanse pers nogal negatief had uitgelaten over de rol van Nieto. Tijdens de Franse GP was ook Fausto Gresini aan het Garelli-team toegevoegd. Nieto sleepte zijn beide teamgenoten mee naar voren, maar pakte wel de winst voor Lazzarini, August Auinger (Bartol-MBA) en Gresini. Nieto won ook de TT van Assen voor Lazzarini. In de Britse Grand Prix zat Nieto weer vaak achterstevoren op zijn machine om te kijken waar zijn teamgenoten bleven, maar zijn konden hem niet volgen. Lazzarini viel uit door en defecte ontsteking en Gresini werd slechts derde achter Jean-Claude Selini (MBA). Daardoor was Nieto al zeker van zijn wereldtitel. Hij ging weer op vakantie. Daardoor kon Gresini de Zweedse Grand Prix winnen, waarin Lazzarini slechts derde werd. Vitali won de GP van San Marino, waarin Lazzarini tweede werd. Lazzarini sloot het seizoen op de tweede plaats af. 

## Einde racecarrière
Aan het einde van het seizoen maakte Lazzarini bekend dat hij zijn carrière zou beëindigen. Waarschijnlijk had hij dat bij Garelli al eerder gedaan, waardoor Fausto Gresini als zijn beoogd opvolger in dienst kwam. Lazzarini gaf wel aan dat hij graag in de motorsport actief wilde blijven, liefst bij Garelli. Dat lukte ook: hij werd teammanager en onder zijn leiding werden nog drie wereldtitels behaald; met Gresini in 1985 en 1987 en met Cadalora in 1986. 
In 2003 werd Lazzarini door de toenmalige president van de Republiek Ciampi onderscheiden met de onderscheiding Commandeur in de Orde van Verdienste van de Italiaanse Republiek (Commendatore dell'Ordine al Merito della Repubblica Italiana). Tijdens de ceremonie werden ook andere motorrijders onderscheiden: Giacomo Agostini, Pier Paolo Bianchi, Bruno Ruffo en Carlo Ubbiali.

## Wereldkampioenschap wegrace resultaten
(Races in vet zijn polepositions; races in cursief geven de snelste ronde aan, punten (tussen haakjes) zijn inclusief streepresultaten)
| Jaar | Klasse | Motorfiets        | 1       | 2       | 3       | 4       | 5       | 6       | 7       | 8       | 9       | 10      | 11      | 12      | 13                      | 14     | Punten                               | Plaats                               | Wereldkampioen                               |
| ---- | ------ | ----------------- | ------- | ------- | ------- | ------- | ------- | ------- | ------- | ------- | ------- | ------- | ------- | ------- | ----------------------- | ------ | ------------------------------------ | ------------------------------------ | -------------------------------------------- |
| 1969 | 50 cc  | Morbidelli        | SPA -   | DUI -   | FRA -   |         | NED 10e | BEL -   | DDR 6e  | TSL -   |         | ULS -   | NAT -   | ADR -   |                         |        | 6                                    | 21e                                  | Ángel Nieto, Derbi                           |
| 1969 | 250 cc | Benelli 250 4C    | SPA -   | DUI -   | FRA 7e  | IOM -   | NED -   | BEL -   | DDR -   | TSL -   | FIN -   | ULS -   | NAT -   | ADR -   | 4                       | 33e    | Kel Carruthers, Benelli 250 4C       |                                      |                                              |
| 1970 | 50 cc  | Morbidelli        | DUI 5e  | FRA 8e  | ADR -   |         | NED -   | BEL -   | DDR -   | TSL -   |         | ULS -   | NAT 11e | SPA -   | 9                       | 12e    | Ángel Nieto, Derbi                   |                                      |                                              |
| 1970 | 125 cc | Morbidelli        | DUI -   | FRA 6e  | ADR -   | IOM -   | NED -   | BEL -   | DDR -   | TSL -   | FIN -   |         | NAT -   | SPA -   | 5                       | 31e    | Dieter Braun, Suzuki RT 67           |                                      |                                              |
| 1971 | 125 cc | Maico             | OOS -   | DUI -   |         | NED -   | BEL 9e  | DDR -   | TSL -   | ZWE -   | FIN -   |         | NAT 10e | SPA -   | 3                       | 32e    | Ángel Nieto, Derbi                   |                                      |                                              |
| 1972 | 125 cc | Maico             | DUI -   | FRA -   | OOS 6e  | NAT 5e  | IOM -   | JOE 4e  | NED -   | BEL 8e  | DDR -   | TSL -   | ZWE -   | FIN -   | SPA -                   |        | 22                                   | 11e                                  | Ángel Nieto, Derbi                           |
| 1973 | 125 cc | Piovaticci        | FRA 4e  | OOS 5e  | DUI DNF | NAT 3e  | IOM -   | JOE 4e  | NED 1e  | BEL DNF | TSL 7e  | ZWE 8e  | FIN DNF | SPA 4e  |                         |        | 59 (62)                              | 5e                                   | Kent Andersson, Yamaha OW 15                 |
| 1974 | 125 cc | Piovaticci        | FRA 11e | DUI DNS | OOS -   | NAT 7e  |         | NED DNF | BEL 6e  | ZWE -   |         | TSL -   | JOE -   | SPA -   | 9                       | 20e    | Kent Andersson, Yamaha OW 15         |                                      |                                              |
| 1974 | 250 cc | Piovaticci        |         | DUI -   |         | NAT -   | IOM -   | NED DNF | BEL -   | ZWE -   | FIN -   | TSL -   | JOE -   | SPA -   | 0                       | -      | Walter Villa, Harley-Davidson RR 250 |                                      |                                              |
| 1975 | 50 cc  | Piovaticci        |         | SPA 4e  |         | DUI 2e  | NAT 2e  |         | NED 3e  | BEL 3e  | ZWE 1e  | FIN 2e  |         | JOE DNF | 61 (79)                 | 2e     | Ángel Nieto, Van Veen-Kreidler       |                                      |                                              |
| 1975 | 125 cc | Piovaticci        | FRA 4e  | SPA 8e  | OOS DNF | DUI 10e | NAT 8e  |         | NED DNF | BEL 5e  | ZWE 3e  |         | TSL 3e  | JOE 3e  | 47 (51)                 | 5e     | Paolo Pileri, Morbidelli             |                                      |                                              |
| 1976 | 50 cc  | UFO-Morbidelli    | FRA 8e  |         | NAT 2e  | JOE -   |         |         | BEL 4e  | ZWE 3e  | FIN 3e  |         | DUI -   | SPA 3e  | 53 (61)                 | 4e     | Ángel Nieto, Bultaco                 |                                      |                                              |
| 1976 | 50 cc  | Kreidler          |         |         |         |         |         | NED 4e  |         |         |         |         |         |         | 53 (61)                 | 4e     | Ángel Nieto, Bultaco                 |                                      |                                              |
| 1976 | 125 cc | Morbidelli        |         | OOS DNF | NAT 5e  | JOE 8e  |         | NED 8e  | BEL 3e  | ZWE -   | FIN 10e |         | DUI -   | SPA 8e  | 26                      | 7e     | Pier Paolo Bianchi, Morbidelli       |                                      |                                              |
| 1977 | 50 cc  | Van Veen-Kreidler |         |         | DUI 2e  | NAT 1e  | SPA 2e  |         | JOE DNF | NED 4e  | BEL 1e  | ZWE 3e  |         |         |                         |        | 72                                   | 2e                                   | Ángel Nieto, Bultaco                         |
| 1977 | 125 cc | Morbidelli        | VEN -   | OOS 1e  | DUI 2e  | NAT 2e  | SPA 2e  | FRA 2e  | JOE DNF | NED DNF | BEL 4e  | ZWE 3e  | FIN 2e  |         | GBR 2e                  | 105    | 2e                                   | Pier Paolo Bianchi, Morbidelli       |                                              |
| 1978 | 50 cc  | Van Veen-Kreidler |         | SPA 1e  |         |         | NAT 21e | NED 1e  | BEL 2e  |         |         |         | DUI 3e  | TSL -   | JOE 2e                  | 64     | 2e                                   | Ricardo Tormo, Bultaco               |                                              |
| 1978 | 125 cc | MBA               | VEN 2e  | SPA 1e  | OOS 1e  | FRA 2e  | NAT 1e  | NED 1e  | BEL 6e  | ZWE DNF | FIN 2e  | GBR 3e  | DUI 8e  |         | JOE DNF                 | 114    | 1e                                   | Eugenio Lazzarini, MBA               |                                              |
| 1979 | 50 cc  | Van Veen-Kreidler |         |         | DUI DNF | NAT 1   | SPA 1   | JOE 1e  | NED 1e  | BEL DNS |         |         |         |         | FRA 1e                  | 75     | 1e                                   | Eugenio Lazzarini, Van Veen Kreidler |                                              |
| 1979 | 125 cc | MBA               | VEN DNS | OOS 5e  | DUI 6e  | NAT 6e  | SPA DNF | JOE DNF | NED DNF | BEL DNS | ZWE 5e  | FIN DNF | GBR -   | TSL DNS | FRA DNF                 | 22     | 15e                                  | Ángel Nieto, Minarelli               |                                              |
| 1980 | 50 cc  | Iprem-Kreidler    | NAT 1e  | SPA 1e  |         | JOE 3e  | NED 3e  | BEL 2e  |         |         |         | DUI 2e  |         |         |                         | 74     | 1e                                   | Eugenio Lazzarini, Iprem-Kreidler    |                                              |
| 1980 | 125 cc | Iprem 125 GP      | NAT DNF | SPA DNF | FRA 9e  | JOE DNF | NED -   | BEL 12e | FIN -   | GBR 5e  | TSL -   | DUI DNF | 8       | 17e     | Pier Paolo Bianchi, MBA |        |                                      |                                      |                                              |
| 1981 | 50 cc  | Garelli           |         |         | DUI -   | NAT -   |         | SPA -   | JOE -   | NED DNQ | BEL -   | SMR -   |         |         |                         | TSL -  | 0                                    | -                                    | Ricardo Tormo, Bultaco                       |
| 1981 | 125 cc | Iprem 125 GP      | ARG -   | OOS 4e  | DUI DNF | NAT DNF | FRA DNF | SPA 12e | JOE -   | NED DNQ |         | SMR -   | GBR DNF | FIN -   | ZWE -                   |        | 8                                    | 18e                                  | Ángel Nieto, Minarelli                       |
| 1982 | 50 cc  | Garelli           |         |         |         | SPA 2e  | NAT DNF | NED 2e  |         | JOE 1e  |         |         |         |         | SMR 1e                  | DUI 1e | 69                                   | 2e                                   | Stefan Dörflinger, Krauser-Kreidler          |
| 1982 | 125 cc | Garelli           | ARG 8e  | OOS DNF | FRA DNS | SPA 2e  | NAT DNF | NED 2e  | BEL 2e  | JOE 1e  | GBR 4e  | ZWE 2e  | FIN 5e  | TSL 1e  |                         |        | 95                                   | 2e                                   | Ángel Nieto, Garelli                         |
| 1983 | 50 cc  | Garelli           |         | FRA 2e  | NAT 1e  | DUI 2e  | SPA 1e  |         | JOE DNS | NED 1e  |         |         |         | SMR DNS |                         |        | 69                                   | 2e                                   | Stefan Dörflinger, Kreidler/Krauser-Kreidler |
| 1983 | 125 cc | Garelli           |         | FRA DNF | NAT 2e  | DUI 2e  | SPA 2e  | OOS 2e  | JOE DNS | NED 7e  | BEL 1e  | GBR DNS | ZWE DNS | SMR DNS | 67                      | 3e     | Ángel Nieto, Garelli                 |                                      |                                              |
| 1984 | 125 cc | Garelli           |         | NAT 3e  | SPA 2e  |         | DUI 3e  | FRA 2e  |         | NED 2e  |         | GBR DNF | ZWE 3e  | SMR 2e  | 78                      | 2e     | Ángel Nieto, Garelli                 |                                      |                                              |